# 發泡膠盒

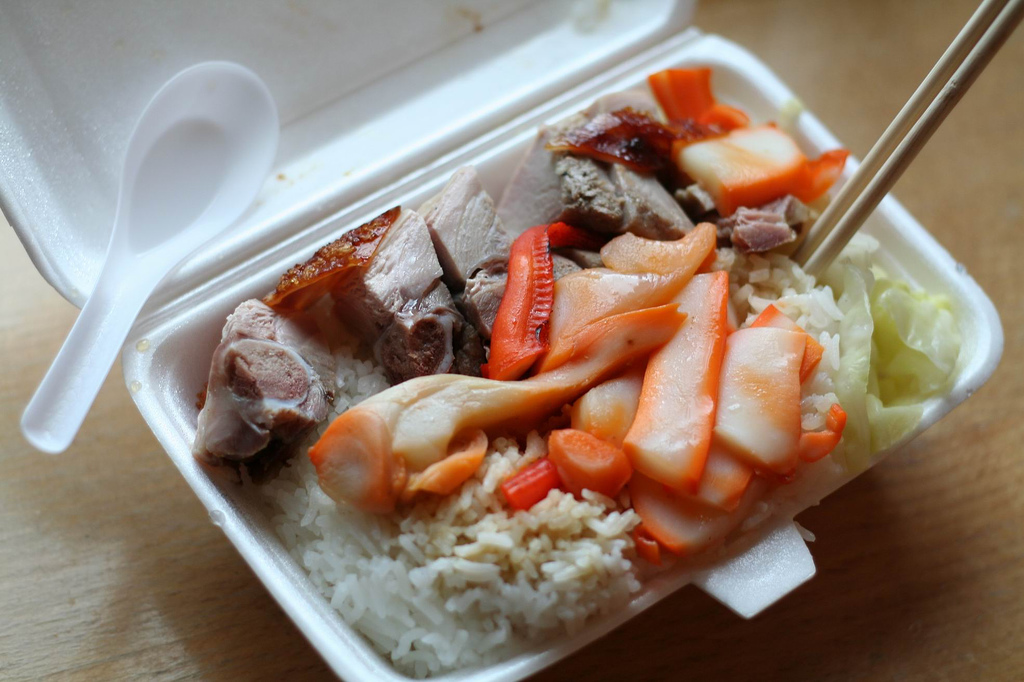
以發泡膠盒承載的燒味飯

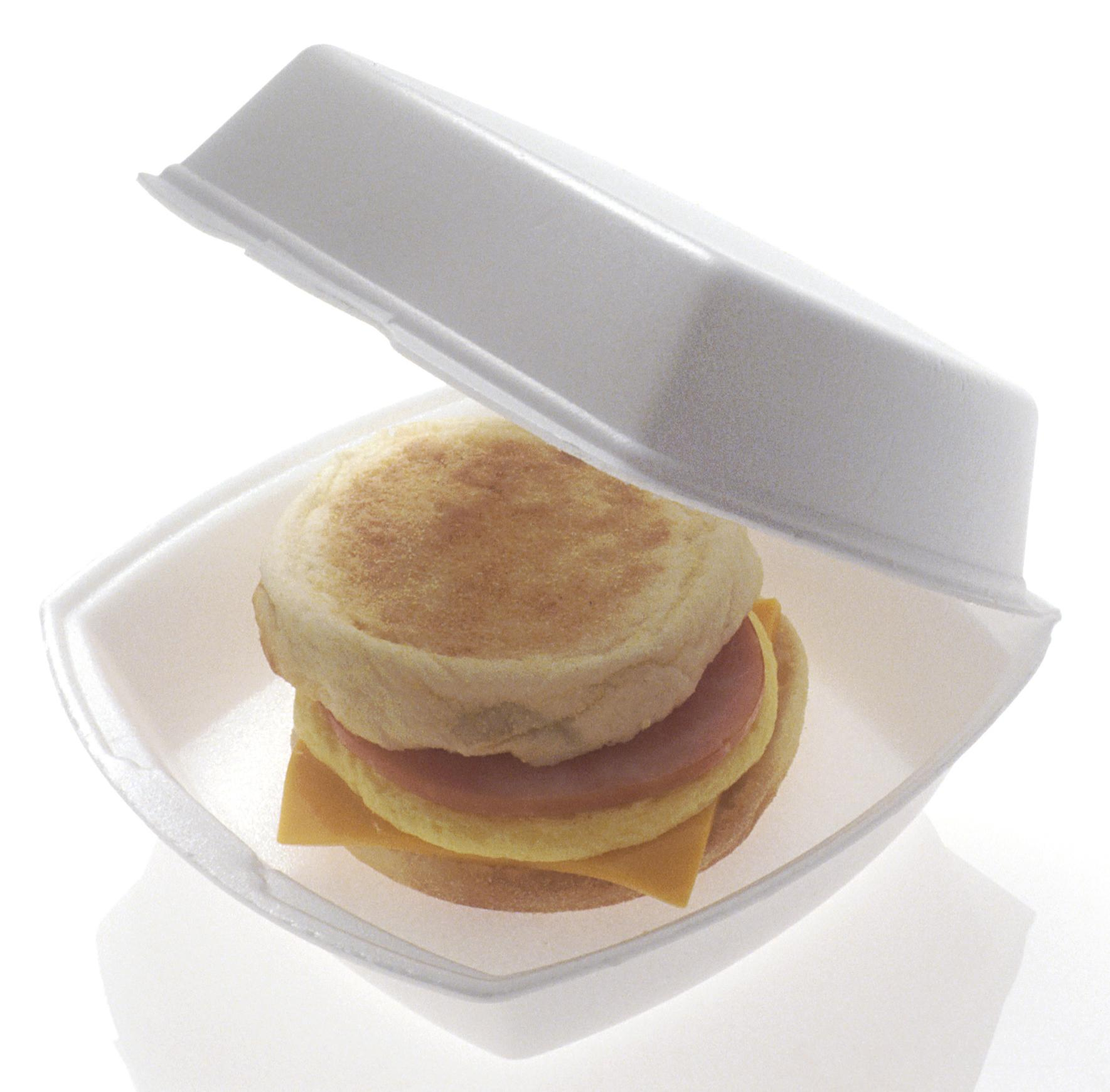
發泡膠盒

發泡膠盒是一种容器，又被稱為食物盒及飯盒等。因為性質隔熱，所以有一定的保溫功能，常用於盛載食物，例如午餐便當等。此膠盒在工廠由發泡膠膠粒加熱注塑成型，尺寸可塑性高。在日常生活中，大尺寸發泡膠盒常見於街市蔬菜及海鮮店，用于盛載鲜水果、鮮魚等；小尺寸發泡膠盒常見於酒樓食肆外賣打包等，方便即興消費，顧客不必自己携带食物盒。泡棉具有良好的隔熱性能，使餐盒易於攜帶，無論冷熱，都能保持食物裝入餐盒時的溫度。

## 構造與組成
泡沫外帶盒由發泡聚苯乙烯（EPS）泡沫或其他類型的聚苯乙烯泡沫製成，並透過將泡沫注入模具中生產。它們通常為白色，但可能印有公司徽標或其他資訊。
EPS泡沫有時會被錯誤地統稱為“聚苯乙烯泡沫塑料”（Styrofoam）。「聚苯乙烯泡沫塑膠」是陶氏化學公司（The Dow Chemical Company）的閉孔擠塑聚苯乙烯（XPS）泡沫塑膠的商標，用於隔熱和工藝品。相較之下，EPS泡沫塑膠通常呈白色，由發泡聚苯乙烯珠粒製成，用於製造一次性咖啡杯、冷卻器或作為包裝中的緩衝材料。

## 環保問題
發泡膠盒由聚苯乙烯製造，價錢便宜但不耐用，二次使用又不衛生，所以稱為用完即棄物料，而且在自然環境難分解。焚烧處理又會放出有毒氣體。